# ホルリウカ
- ホールリウカ
- ホルリフカ
- ゴルロフカ

ホルリウカ（ウクライナ語: Го́рлівка, 発音 [ˈɦɔrl⁽ʲ⁾iu̯kɐ] ( 音声ファイル)、ホルリフカ : ロシア語: Горловка、ゴルロフカ）はウクライナ東部ドネツィク州の市で、州の下にある単位である地区（ラヨン）と同格で州に直属している主要都市。ドネツィクの約47キロ北にある。ドネツ川支流のルハン川（ロシア語：ルガン川）沿いにある。2021年1月1日時点の人口は241,106人。
炭鉱および化学工業を主産業とする鉱工業都市である。ハルキウ・ホルリウカ、ポルタヴァ・ロストフ・ナ・ドヌ、スームィ・ホルリウカ間の鉄道が交差し、ドネツィク鉄道（ウクライナ鉄道の一部）の重要な拠点である。またM04幹線道路が街の南を東西に走る。
ドンバス戦争では大きな被害を受けている。市の大半は親露武装勢力のドネツク人民共和国の支配下にある。

## 歴史
1779年、ゴスダレフ・ポサードという名の集落として誕生し、1867年にはクルスク・ハリコフ・アゾフを結ぶ鉄道がこの地に開通した。1869年に地質学者・鉱山技術者のピョートル・ゴルロフ（1839年-1915年）を記念してゴルロフカと名付けられた。ゴルロフはこの地で辰砂を発見したほか、炭鉱に必要な技術をこの地に導入した。ゴルロフの経営により、周囲の炭鉱に対して技術や物資を供給するゴルロフカの労働者集落は急速に成長し都市となった。1905年のロシア第一革命では大規模な蜂起が起きている。1918年4月にはロシアから独立したウクライナ人民共和国に忠誠を誓う部隊が当地を占領している。ソビエト連邦成立後、ゴルロフカはウクライナ・ソビエト社会主義共和国の一部となり、1930年代にはドンバス地方の炭鉱経営の中心地となった。1932年には路面電車（ホルリウカ市電）が開通した。
1941年から1943年までの間、独ソ戦でドイツ国防軍に占領された。赤軍は撤退時に炭鉱を水没させ、ドイツ軍は撤退時に街に放火し、大量処刑を行っていった。しかしソ連は急速に炭鉱の再建を進め、大戦末までに人口は40万人を超えるまでに回復した。
ソ連崩壊まで35万人前後あった人口は、多数の炭鉱が閉山したことにより減少していった。2001年の調査では人口312,284人のうちウクライナ人が51.4パーセント、ロシア人が44.8パーセントであり、ウクライナ人のうち71パーセントはロシア語話者であった。
2014年4月末、ホルリウカは親露派分離主義者の武装勢力（ドネツク人民共和国）により占領され、市長や警察署長が一時拘束された。4月17日、ドネツク人民共和国が市政府ビルに掲げた旗を引き下ろしてウクライナ国旗を掲げなおすなどの抵抗を続けた市会議員のヴォロディーミル・ルバクはドネツク人民共和国により誘拐され、後に遺体が発見された。これはドンバス戦争における最初期の戦争犯罪とされる。2014年8月以降、ホルリウカはウクライナ軍とドネツク人民共和国軍の戦場となり、一時はウクライナ軍が奪還したものの、2016年以降、市の中心部はドネツク人民共和国が占領している。

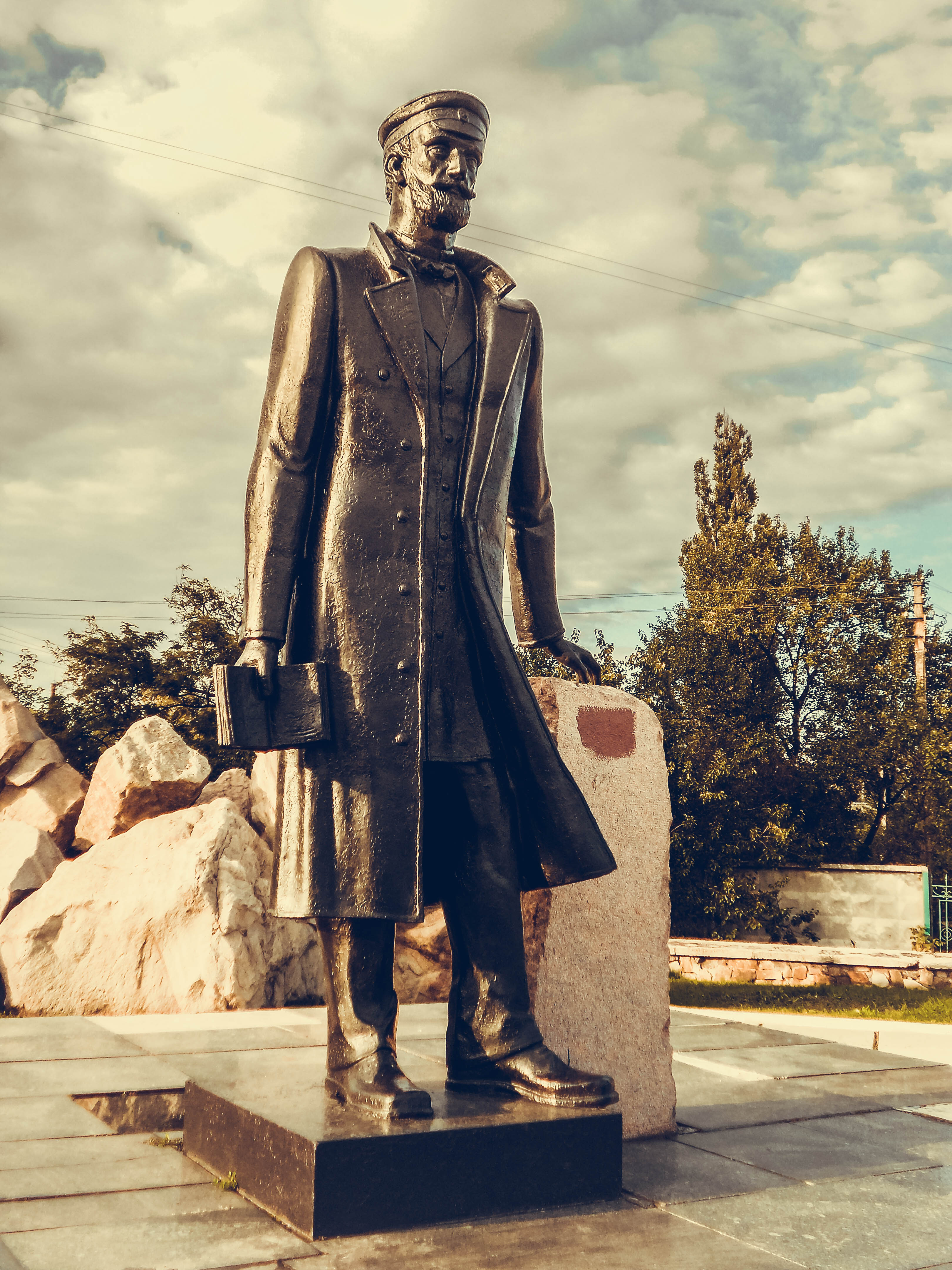
ピョートル・ゴルロフの像
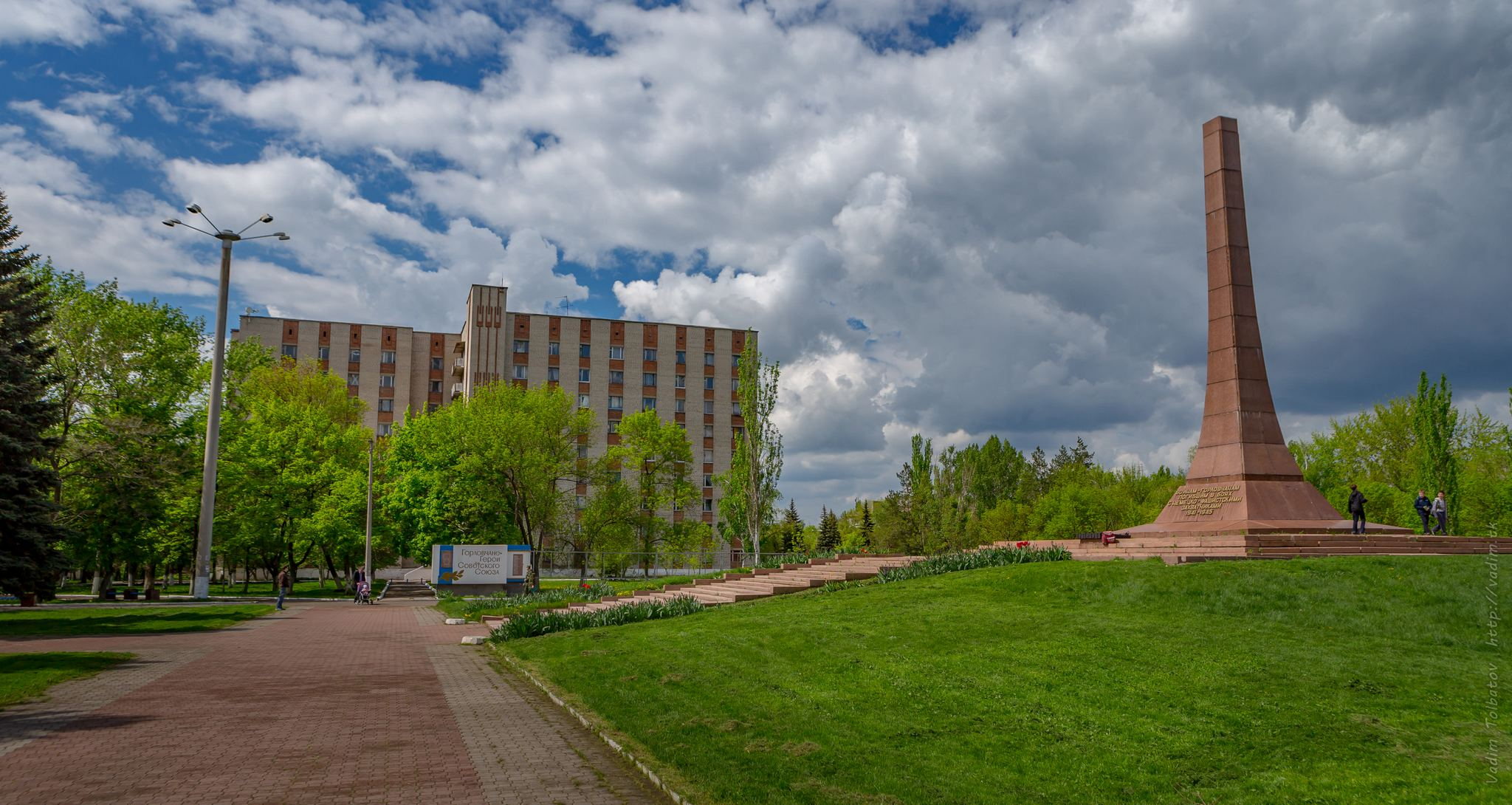
コムナール広場の栄光記念碑
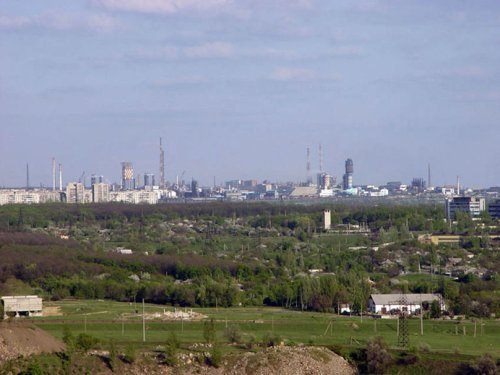
スチロール化学工場の遠景